# 尼藏热斯
尼藏热斯（法語：Nizan-Gesse，法語發音：[nizɑ̃ ʒɛs]）是法国上加龙省的一个市镇，属于圣戈当区。

## 地理
尼藏热斯（43°14'0"N, 0°35'51"E）面积8.64 平方千米，位于法国奧克西塔尼大區上加龙省，该省份为法国西南部内陆省份，西南端与西班牙接壤，自此顺时针与上比利牛斯省、热尔省、塔恩-加龙省、塔恩省、奥德省和阿列日省接壤。
与尼藏热斯接壤的市镇（或旧市镇、城区）包括：巴佐尔当、巴莱斯塔、布拉让、让萨克德布洛涅、拉罗克、蒙莫兰、科曼日地区圣卢、萨尔卡沃。

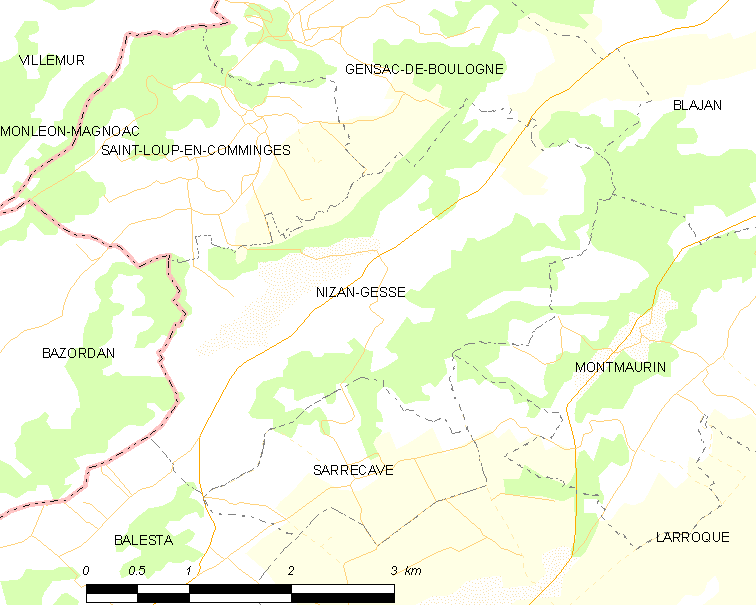
尼藏热斯的OSM定位图

尼藏热斯的时区为UTC+01:00、UTC+02:00（夏令时）。

## 行政
尼藏热斯的邮政编码为31350，INSEE市镇编码为31398。

## 政治
尼藏热斯所属的省级选区为圣戈当县。

## 人口

1962-2008年间尼藏热斯人口变化图示

尼藏热斯于2022年1月1日时的人口数量为100人。